# Transcrição fonética
Uma transcrição fonética é um método mais ou menos formalizado de transcrever os sons de uma ou várias línguas.
Esta transcrição normalmente se aproxima de maneira padrão de pronunciar determinada língua. As variantes dialetais e individuais são dificilmente representadas na transcrição. As variantes de uma mesmo fonema (alofonia) são quase nunca representados. Alfabetos especiais como o alfabeto fonético internacional foram criados para realizar transcrições. 